# ワラビーぬぎすてて
「ワラビーぬぎすてて」は、日本のシンガーソングライター・大江千里の楽曲である。1983年5月21日にEPIC・ソニーよりデビューシングルとして発売された。

## 解説
デビューアルバム『WAKU WAKU』との同時発売で、本作に収録の2曲も収録された。
後に8cmCDシングルで1989年10月21日に再発売された。

## 収録曲
全曲 作詞・作曲：大江千里、編曲：大村憲司
1. ワラビーぬぎすてて (3:01)
2018年に発売されたアルバム『Boys & Girls』には、ピアノでセルフカバーした音源が収録されている[1][2]。
「ワラビー」とは、クラークス社が販売していた靴の名称。
2. 天気図 (4:30)
大江が堀江にあった当時の事務所のスタジオに学校の合間を見て顔を出していた時期に、ピアノを弾いていて思いついた楽曲[3]。大江曰く「曲書きのノウハウの全てが入ってる曲」[3]。

## 参加ミュージシャン
- 大村憲司 - ギター（全曲）
- 後藤次利 - ベース（#1）
- 富倉安生 - ベース（#2）
- 青山純 - ドラム（全曲）
- 中村哲 - キーボード（全曲）、サックス（全曲）
- 藤井丈司 - コンピューター・プログラマー（全曲）

## 収録アルバム
ワラビーぬぎすてて
- WAKU WAKU
- Sloppy Joe
- THE LEGEND
- GOLDEN☆BEST 大江千里
- Boys & Girls（ピアノ・インストゥルメンタル、初回限定盤付属のボーナス・ディスクに原曲を収録）

天気図
- WAKU WAKU
- 2000 JOE（リミックスバージョン）